# Hespérie de l'herbe-au-vent
Muschampia proto
Espèce
L’Hespérie de l'herbe-au-vent (Muschampia proto) est une espèce de lépidoptères de la famille des Hesperiidae et de la sous-famille des Pyrginae.

## Systématique
L'espèce Muschampia proto a été décrite par Ferdinand Ochsenheimer en 1808.

## Description
L'imago est de petite taille, avec une longueur de l'aile antérieure (LAA) de 14 à 15 mm.
Le dessus des ailes est gris-brun à taches blanches.

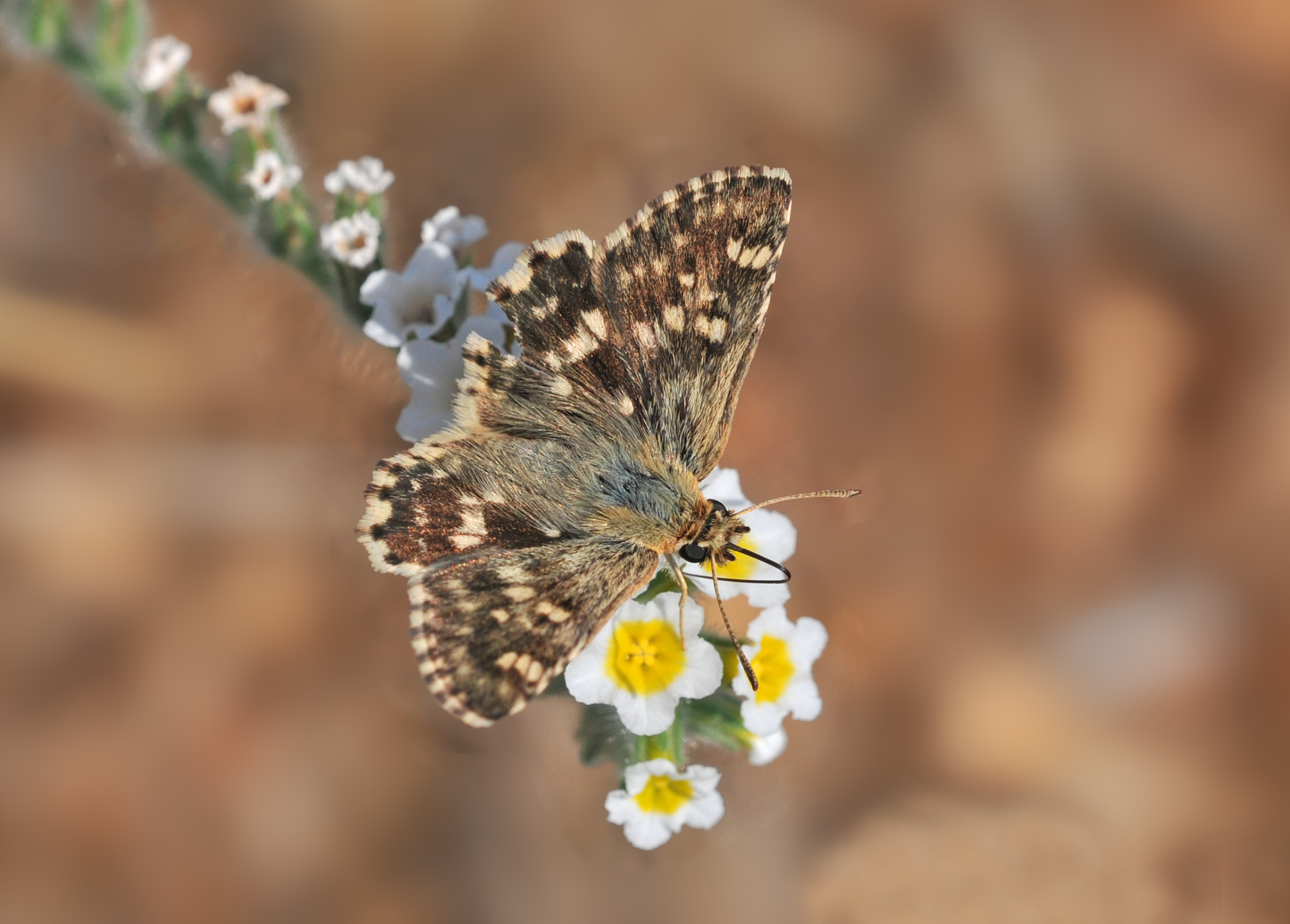
face supérieure
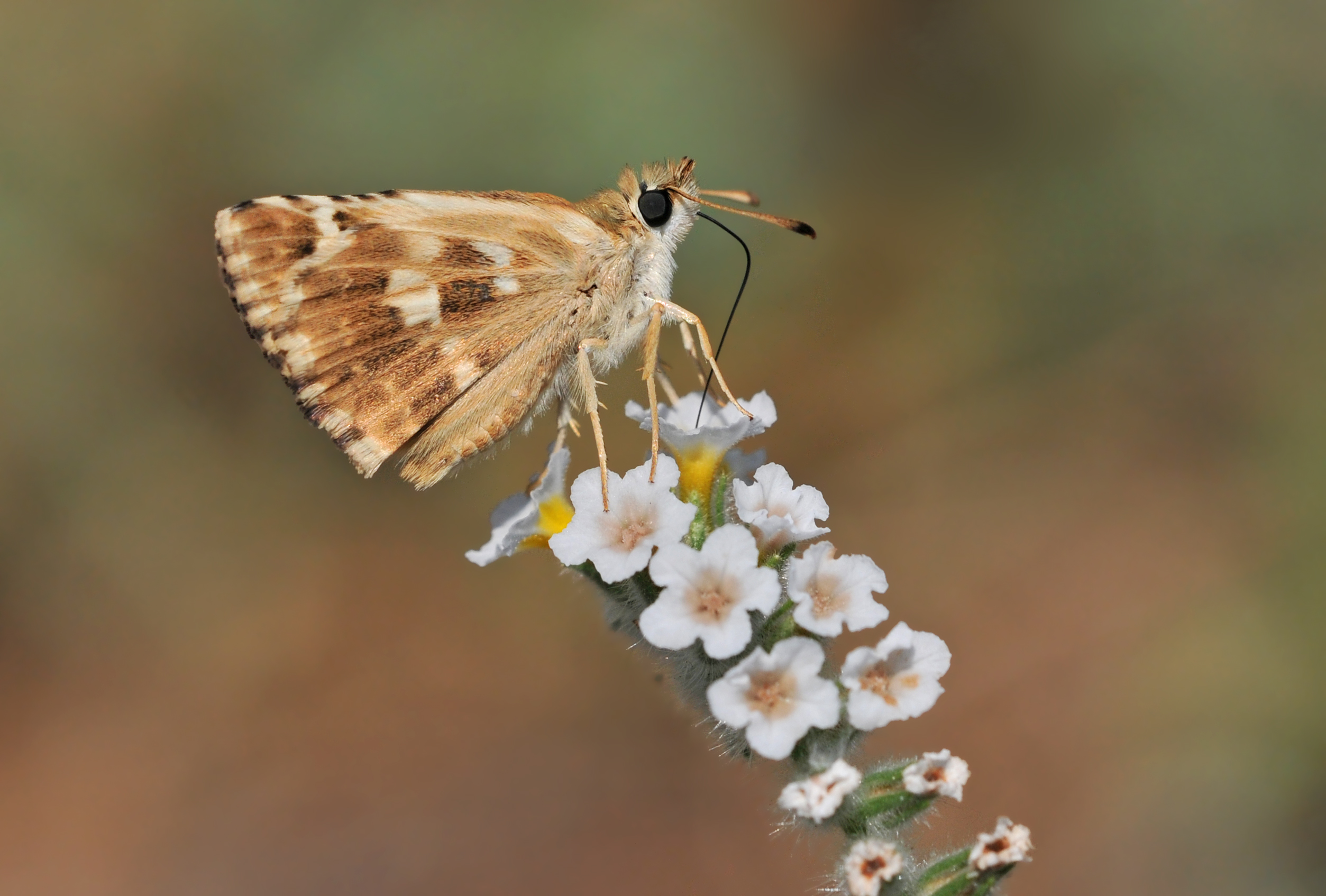
face inférieure

## Biologie
- Période de vol : d'avril à juillet, parfois août.
- Habitat : Lieux incultes.
- Plantes-hôtes : Phlomis herba-venti, Phlomis lychnitis.

## Répartition
Muschampia proto est présente dans le Sud de l'Europe, en Afrique du Nord et en Asie mineure.